# 市政體育中心俱樂部
市政體育中央會（Club Centro Deportivo Municipal），簡稱為「市政體育中央」，舊稱慕尼斯帕爾，球隊位於秘魯利馬，成立於1935年，現時於秘超作賽。一直是超聯的中堅份子，四度贏得聯賽冠軍。1948年他們曾獲邀參加南美國際足球賽，在 7 隊中排名第 4。